# Инкуб (фильм)
«Инкуб» (лат. Incubus) — американский фильм ужасов 1966 года. Снят Лесли Стивенсом, режиссёром сериала «За гранью возможного». В главной роли снялся Уильям Шетнер, который в дальнейшем приобрёл известность благодаря работе в сериале «Звёздный путь». Оператором фильма стал Конрад Холл, будущий лауреат трёх «Оскаров» за фильмы «Бутч Кэссиди и Санденс Кид», «Красота по-американски» и «Проклятый путь».
Для создания атмосферы таинственности «Инкуб» полностью снят на языке эсперанто, режиссёр запретил дублирование фильма на другие языки.
В течение многих лет фильм считался утерянным, так как оригинал погиб при пожаре, а копии не сохранились. В 2001 году фильм был восстановлен с уцелевшей французской копии и выпущен на DVD.

## Сюжет

Диалог персонажей Эллисон Эймс и Уильяма Шетнера. Английские субтитры располагаются в чёрных прямоугольниках поверх французских

Действие фильма происходит в деревне под названием Nomen Tuum (с лат. — «твоё имя»), в которой есть источник, дающий здоровье и красоту. Многие люди посещают деревню, чтобы исцелиться и обрести внешнюю привлекательность. Деревня пользуется недоброй славой как место обитания тёмных сил и демонов. Обитающие в деревне суккубы соблазняют испорченные души, чтобы привести их к смерти и отдать Богу Тьмы. Молодой амбициозной женщине-суккубу по имени Киа (Эллисон Эймз) наскучило отправлять в ад обычных грешников. Она считает, что напрасно растрачивает свои силы и ищет более серьёзную жертву — чистую и неиспорченную душу. Её сестра Амель (Элоиз Хардт) предупреждает, что чистые души несут в себе страшную опасность — любовь. Не вняв предупреждению, Киа предпринимает попытку завлечь в ад священнослужителя. К её разочарованию, священники оказываются такими же порочными людьми, как и все обычные грешники.
Однажды Киа находит то, что так долго искала: это молодой солдат Марк (Уильям Шетнер), который со своей сестрой Арндис (Энн Этмар) приезжает к священному источнику, чтобы излечить боевые раны. Киа встречается с братом и сестрой и завязывает знакомство, притворившись, что не может найти дорогу. Между Киа и Марком возникает взаимная симпатия.
Неиспорченная душа Марка противится тому, чтобы вступить с Киа в близкие отношения, не освящённые узами брака. Когда Киа засыпает, Марк приносит её в деревенскую церковь. Увидев изображения Христа и святых, Киа впадает в панику и спасается бегством. Чистая любовь Марка страшит её так же, как изображения святых.
Сёстры замышляют отомстить Марку за то, что он «осквернил» Киа любовью. Амель призывает инкуба (Милош Милошевич), который пытается убить Марка и подвергнуть насилию Арндис. Марк обращается к Богу с молитвой за свою сестру, при этом он совершает крестное знамение, которое повергает демонов в ужас. Защищаясь от инкуба, Марк убивает его, и Амель говорит Марку, что теперь на нём лежит грех убийства. Сам Марк получает в схватке тяжёлые ранения и находится при смерти, Киа сопровождает его в церковь, где признаётся ему в любви. Воскресший инкуб вмешивается в их разговор и заявляет, что Киа принадлежит Богу Тьмы. В ответ Киа вызывает его на бой и неожиданно для себя осеняет крестным знамением.
После схватки она объявляет, что принадлежит Богу Света. Марк обнимает её. В финальной сцене Марк и Киа с тревогой смотрят из церкви наружу, где их ожидает демон, напоминающий огромного козла.

## В ролях
| Актёр                                    | Роль               |
| ---------------------------------------- | ------------------ |
| Уильям Шетнер                            | Марк               |
| Эллисон Эймз (англ. Allyson Ames)        | Киа                |
| Элоиз Хардт (англ. Eloise Hardt)         | Амель              |
| Роберт Фортье (англ. Robert Fortier)     | Олин               |
| Энн Этмар (англ. Ann Atmar)              | Арндис             |
| Милош Милошевич                          | Инкуб              |
| Джей Эшворт (англ. Jay Ashworth)         | монах              |
| Форрест Батлер (англ. Forrest T. Butler) | монах              |
| Тед Моссман (англ. Ted Mossman)          | монах              |
| Паоло Косса (англ. Paolo Cossa)          | рассказчик (голос) |

## История фильма

### Подготовка к съёмкам
После того, как в 1965 году телекомпания ABC Television Network прекратила продюсирование фантастического сериала Лесли Стивенса «За гранью возможного», Стивенс написал сценарий фильма ужасов, чтобы продолжить работу с той же творческой группой кинематографистов, включая оператора Конрада Холла и композитора Доминика Фронтье.

### Эсперанто
Для того, чтобы сделать фильм уникальным, Стивенс и продюсер Энтони Тейлор решили снять его на эсперанто. Сценарий был переведён с английского, за 10 дней актёры на слух выучили свои реплики, однако ни один из них на съёмках не продемонстрировал удовлетворительного произношения.
«Инкуб» был вторым эсперанто-фильмом в истории кино. Первым двумя годами ранее стал фильм «Тревоги» (эсп. «Angoroj»). Знатоки эсперанто были разочарованы произношением актёров, занятых в «Инкубе».
Несмотря на то, что фильм снят на эсперанто, оригинальное название фильма («Incubus» эсп. Inkubo) взято из латинского языка.

### Съёмки
Основные съёмки были проведены за 18 дней в мае 1965 года в прибрежном районе Биг-Сюр и в миссии Сан-Антонио де Падуа недалеко от форта Хантер-Лиггетт в графстве Монтерей. Полагая, что власти не разрешат снимать фильм ужасов в миссии, Стивенс придумал легенду, что фильм называется «Религиозные деятели старого Монтерея», демонстрируя сценарий на эсперанто и описания сцен с участием монахов и фермеров.

### Прокат
Первый показ «Инкуба» состоялся на кинофестивале в Сан-Франциско 26 октября 1966 года. Во время премьеры, как рассказывал Тейлор, группа из 50 или 100 энтузиастов-эсперантистов смеялась и издевалась над неправильным произношением актёров. Частично из-за того, что фильм был снят на непонятном большинству зрителей языке, частично из-за скандала, связанного с гибелью одного из актёров фильма и его девушки, Тейлор и Стивенс не смогли вывести фильм в прокат, за исключением Франции, где его премьера состоялась в ноябре 1966 года.

### «Проклятие» фильма
Неудачный прокат «Инкуба» породил многочисленные легенды, что на фильме лежит проклятие:
- Актёр Милош Милошевич, серб по национальности, исполнитель роли инкуба, убил свою подругу Барбару Энн Томасон-Руни (англ. Barbara Ann Thomason Rooney), пятую жену известного актёра Микки Руни (проживавшую отдельно от мужа), а затем покончил жизнь самоубийством в 1966 году, за 9 месяцев до премьеры.[3][7]
- Актриса Энн Атмар совершила самоубийство за 12 дней до премьеры фильма.[3][7]
- Дочь актрисы Элоиз Хардт была похищена и убита.[3][7]
- Третья жена Уильяма Шетнера утонула в бассейне.
- Режиссёр Лесли Стивенс и актриса Эллисон Эймс развелись, а продюсерская компания Стивенса «Daystar Productions» обанкротилась.[7]

### Релиз для домашнего видео
Когда продюсер Энтони Тейлор в 1993 году попытался выпустить релиз фильма для домашнего видео, выяснилось, что негатив и копии утеряны, предположительно уничтожены во время пожара. Три года спустя копия плохого качества с французскими субтитрами была обнаружена в архиве Cinematheque Francaise в Париже. Американский канал кабельного телевидения Sci Fi Channel финансировал реставрацию фильма. Новый оригинал был создан путём покадровой обработки копии, английские субтитры были надпечатаны на чёрных полосах поверх французских. В 2001 году восстановленный фильм вышел на DVD.

## Цитаты
Амель: Я предупреждаю тебя, Киа, скромный человек, который не ищет славы и наград, добрый человек, который ищет только мира — этот человек герой!
Киа: Он смертный!
Амель: Великий герой, Киа... Великий и прекрасный.
Киа: В таком случае за его душу стоит побороться! Герои не горят в аду. Там нет мучеников и святых. Не пытайся меня остановить, Амель!
Оригинальный текст (англ.)Amael: I warn you, Kia, that quiet, modest man, who seeks no honors, no rewards, that gentle person who seeks only peace, that man is a hero!

Kia: He is a mortal man!
Amael: A great hero, Kia... great and good.
Kia: Then he has a soul worth fighting for! There are no heroes burning in the fires of Hell! No Martyrs and no Saints! Don't try to stop me, Amael. 